# Ликаста
Ликаста (лат. Lycaste) — род цветковых растений семейства Орхидные (Orchidaceae).

## Название
Само название лат. Lycaste, по одной из сомнительных версий, дано по имени дочери легендарного царя Трои Приама, о которой упоминает Гомер в «Илиаде» по другой версии эта дочь Приама упоминается в «Одиссеи». Род был назван в 1843 году известным английским ботаником Джоном Линдли.

## Ботаническое описание
Растение представляет собой цветонос с одним или несколькими крупными цветками разнообразной окраски. Эпифитные или эпилитные листопадные орхидеи с короткими, яйцевидными или грушевидными, часто уплощенными бульбами. Листья продолговатые или эллиптические, складчатые. Цветоносы развиваются в основании безлистных бульб по нескольку и несут каждый по одному цветку. Цветки восковидные, часто ароматные, белые, розовые, зеленовато-жёлтые или оранжевые. Лепестки обычно слегка сближены и прикрывают собой колонку.

### Виды
Род насчитывает, по разным данным, от 35 до 45 видов эпифитов и наземных растений.
Список видов по данным The Plant List
- Lycaste angelae Oakeley
- Lycaste aromatica (Graham) Lindl. — Ликаста ароматная[5]
- Lycaste bradeorum Schltr.
- Lycaste brevispatha (Klotzsch) Lindl. & Paxton
- Lycaste bruncana Bogarín
- Lycaste campbellii C.Schweinf.
- Lycaste cochleata Lindl.
- Lycaste consobrina Rchb.f.
- Lycaste crinita Lindl.
- Lycaste cruenta (Lindl.) Lindl.
- Lycaste crystallina Wubben ex Oakeley
- Lycaste deppei (Lodd. ex Lindl.) Lindl.
- Lycaste dowiana Endres & Rchb.f.
- Lycaste dyeriana Sander ex Rolfe
- Lycaste fuscina Oakeley
- Lycaste guatemalensis Archila
- Lycaste lasioglossa Rchb.f.
- Lycaste leucantha (Klotzsch) Lindl.
- Lycaste luminosa Oakeley
- Lycaste macrobulbon (Hook.) Lindl.
- Lycaste macrophylla (Poepp. & Endl.) Lindl.
- Lycaste mathiasiae G.C.Kenn.
- Lycaste measuresiana (B.S.Williams) Oakeley
- Lycaste occulta Oakeley
- Lycaste panamanensis Fowlie ex Oakeley
- Lycaste powellii Schltr.
- Lycaste puntarenasensis (Fowlie) Oakeley
- Lycaste schilleriana Rchb.f.
- Lycaste skinneri Lindl.
- Lycaste suaveolens Summerh.
- Lycaste tricolor Rchb.f.
- Lycaste viridescens (Oakeley) Oakeley
- Lycaste xanthocheila (Fowlie) Oakeley
- Lycaste xytriophora Linden & Rchb.f.

Гибриды
- Lycaste ×cobani Oakeley
- Lycaste ×daniloi Oakeley
- Lycaste ×donadrianii Tinschert ex Oakeley
- Lycaste ×groganii E.Cooper
- Lycaste ×imschootiana L.Linden & Cogn.
- Lycaste ×lucianiana Van Imschoot & Cogn.
- Lycaste ×michelii Oakeley
- Lycaste ×niesseniae Oakeley
- Lycaste ×panchita Tinschert ex Oakeley
- Lycaste ×sandrae Oakeley
- Lycaste ×smeeana Rchb.f.

## Распространение
Ареал рода — неширокая горная полоса в Андах от южных провинций Мексики на юг через все малые страны перешейка и далее Колумбию и Эквадор до Перу и Боливии. Несколько видов обитают далеко от основного ареала — в бразильском штате Мату-Гросу и на островах Карибского архипелага, на Кубе и Ямайке.
Почти везде в пределах указанного ареала ликасты произрастают на высотах от 1000 до 2000 м, редко выше или ниже. Климат большей части местообитаний — некая линия, соединяющая две крайние точки — влажный и относительно теплый либо умеренный сезон сменяется более холодным и выраженно сухим и постоянно прохладная и влажная погода в течение всего года с менее значительными сезонными перепадами температур.

## Экология
Все виды ликасты в естественных условиях в течение года имеют выраженный и длительный период покоя. Период покоя имеют и представители рода, которые произрастают в районах с относительно равномерными условиями на протяжении всего года. Это виды из средне- и высокогорий Анд в Эквадоре, Колумбии и Перу.
Центральноамериканские виды растут в условиях гораздо более резких перепадов годовых температуры и влажности. Своеобразной защитой на период похолодания и отсутствия дождей является полная потеря листьев. Данный признак часто указывается как характерный для всего рода, но это не так. Короткий срок жизни листьев, опадающих в первый же сухой сезон после формирования бульбы — свойство значительной части видов из Мексики и Гватемалы, например, для наиболее известной в культуре ликасты ароматной (Lycaste aromatica), тогда как живущие юго-восточнее к Панамскому перешейку и южноамериканские виды сохраняют листья дольше, правда, не более, чем на два-три года.
Период цветения ликаст довольно сильно различается для разных видов. Многие зацветают в самом начале периода роста, весной. Есть и такие, у которых цветение предшествует новому росту. Другие могут выпускать отдельные цветоносы в течение всего активного периода либо цвести в завершающей фазе, когда бульба уже сформировалась. У всех без исключения ликаст цветонос одноцветковый, а их количество от одной бульбы может варьироваться от двух-пяти до более чем десятка у большинства желтоцветковых видов. Длина цветоноса тоже может быть разной — у Lycaste nana цветок расположен не выше бульб, а у Lycaste longiscapa он вынесен на высоту 50 см; обычно же — 10—15 см.

## Культивация
Наиболее пригодны для комнатной культуры виды лакисты растут на средних высотах в Центральной Америке: 
- Lycaste skinneri
- Lycaste macrophylla

и некоторые другие.
Рекомендуемые температуры 12—15°С зимой (ночью), 20—25°С — летом (днём). Ликасты не любят очень влажного застойного воздуха и хорошо чувствуют себя при средней и даже низкой влажности (40—50 % — летом и до 30% — зимой).
Субстрат: состоит из рубленых корней папоротника, мха сфагнума, сухих листьев и древесного угля.
Цветение: наступает после периода покоя. Ликасты отличаются одиночными крупными розово-белыми, желтыми или зеленоватыми цветками, которые сохраняют свою свежесть до двух месяцев.
Освещение: предпочтителен яркий рассеянный свет. Максимальная освещенность требуется в период появления и развития цветоносов. В это время орхидею следует подсвечивать лампами.
Полив: как и большинство орхидей, ликасты хорошо реагируют на повышение влажности воздуха, поэтому опрыскивание в сухую погоду полезно.
Обильнее всего ликасту поливают в период роста; зимой полив сокращают. Однако нужно следить за тем, чтобы даже в период покоя субстрат был чуть влажным. Избыточный полив зимой опасен — он способствует бактериальным и грибковым заболеваниям. При поливе нельзя допускать попадания воды в молодые ростки. Белый налет на поверхности субстрата говорит о засолении почвы. Ликасты очень болезненно переносят засоление субстрата, поэтому их нужно поливать только мягкой водой.
Подкормка: в качестве подкормок используют раствор любого комплексного удобрения. Вносить его следует каждые пятнадцать дней в течение периода роста, то есть с апреля по сентябрь.